# Giovanni Amadeo Francesco di Paola Thugut
Giovanni Amadeo Francesco di Paola Thugut (Linz, 8 marzo 1736 – Vienna, 29 maggio 1818) è stato un politico austriaco.
Anche noto come Johann Amadeus Francis de Paula Freiherr von Thugut, fu cancelliere dell'imperatore d'Austria, (con il titolo di “Capo del Consiglio di Stato”) dal marzo 1793 al 1800.

## Origini
Nacque a Linz, figlio legittimo di Johann Thugut, un tesoriere dell'esercito, e di Eva Maria Mösbauer, figlia di un mugnaio di un borgo vicino a Vienna. Il bisnonno paterno era originario di České Budějovice nella Boemia meridionale. Negli anni del successo, egli soleva descriversi come il "figlio del mugnaio". Il padre morì dopo non molti anni e il figlio venne affidato all'istituzione pubblica, durante il regno dell'imperatrice Maria Teresa. Nel 1752 venne ammesso all'istituto viennese di lingue orientali.

## Esordi

### La lunga ambasciata a Costantinopoli
Nel 1754 venne ammesso al ministero degli esteri di Vienna, come interprete, ed inviato, come aiuto interprete, alla ambasciata di Costantinopoli presso la Sumblime Porta. Nel 1757 divenne interprete. Dal 1769 venne promosso incaricato d'affari, nel 1770 ‘Residente’ e trattò la cessione della Piccola valacchia, e una compensazione in denaro, nel quadro delle generali consultazioni diplomatiche che portarono alla prima spartizione della Polonia. Nel 1771 divenne 'nunzio', sempre a Costantinopoli. Nel corso della guerra russo-turca 1768 - 1774 quando, nel 1772 venne stipulata la Tregua di Fokschani, Thugut soddisfece pienamente le aspettative del cancelliere Kaunitz, tanto da meritarsi da Maria Teresa la nobilitazione a cavaliere. Il 7 maggio 1775 si assicurò un accordo particolare con l'Impero ottomano che garantì a Vienna l'acquisizione della Bucovina.

### Inviato speciale a Napoli e Berlino e Varsavia
Dopo il 1775 venne inviato a Napoli per una missione diplomatica. Nel 1778 venne inviato da Maria Teresa a Berlino per negoziare con Federico il Grande la fine della Guerra di successione bavarese. Nel 1780 venne inviato a Varsavia.

### Un lungo soggiorno privato in Francia
Nel 1783 fece richiesta di congedo e si trasferì, per quattro anni, a Parigi. Tale soggiorno inspessì le voci di un suo coinvolgimento in un episodio ambiguo: quando era delegato a Costantinopoli, certamente egli accettò una pensione di 13.000 lire, un brevetto di tenente-colonnello e la promessa di asilo in caso di necessità da Luigi XV, re di Francia. Alla morte di Luigi XV anzi, pare abbia richiesto di trasferirsi al servizio della Francia, sinché Luigi XVI preferì perpetuargli la pensione e lasciarlo al suo posto. Su tutto questo, negli anni successivi, si basò una delle più insistenti accuse al Thugut, negli anni in cui, dopo la grande rivoluzione, la Francia era passata da principale alleato a grande nemico degli Asburgo.
A quelle polemiche risaliva la relazione completa che Thugut dovette rendere all'imperatore Francesco II (sul trono dal marzo 1792). È impossibile accertare la consistenza di tali accuse, ma è certo che il cancelliere Kaunitz approvò sempre l'operato del suo inviato a Costantinopoli e, per otto lunghi anni, Francesco II non gli fece mancare la sua fiducia. Quel che è certo inoltre è che a Parigi investì gran parte della propria fortuna. Gli andò male, se è vero che, con lo scoppio della rivoluzione, perse l'intero investimento. Si è potuto affermare che tale episodio ebbe una certa influenza nel determinare il suo feroce anti-giacobinismo.

### Ambasciatore a Napoli
Nel 1787-89 fu ambasciatore a Napoli, mettendosi in luce presso la regina Maria Carolina, moglie di Ferdinando I di Borbone. Sicuramente seppe conquistarne la fiducia: ciò che gli giovò assai, in quanto la regina era figlia di Maria Teresa, sorella di Maria Antonietta e, soprattutto, zia del futuro imperatore Francesco II.

### Inviato speciale a Bucarest
Nel 1790 venne inviato da Giuseppe II a Bucarest, formalmente quale consigliere dell'hospodar di Valacchia, in realtà come ambasciatore per negoziare con i Turchi la conclusione della guerra austro-russo-turca, iniziata nel 1787. Qui negoziò il Trattato di Sistova (cittadina bulgara, giusto al di là del Danubio) che pose fine al conflitto (seguito, alcuni mesi più tardi, dal Trattato di Iassy, tra Turchia e Russia).

## La Rivoluzione francese

### Inviato speciale sul fronte del Reno
Dal 1790 al 1792 fu tra Parigi e la provincia austriaca del Belgio. Qui ebbe un ruolo nel coordinare le relazioni di Maria Antonietta con Mirabeau, il principale difensore della casa reale, morto improvvisamente il 2 aprile 1791. Anche se, di fronte alla segretezza dell'incarico, taluni lo descrissero più che altro impegnato a cercare di recuperare gli investimenti perduti. Al suo ritorno, nel 1792, venne nominato addetto diplomatico presso il feldmaresciallo di Coburgo, comandante della armata alleata sul fronte del Belgio.
Egli raggiungeva la sua vecchia conoscenza, il conte di Mercy-Argenteau, già ambasciatore plenipotenziario austriaco a Parigi, dal 1766 alla rivoluzione (nel 1770 aveva combinato le nozze fra Luigi XVI e Maria Antonietta) ed ora governatore del Belgio austriaco. La pessima conduzione della tentata invasione della Francia lo spinse a presentare una durissima relazione a Francesco II a Vienna, il 27 dicembre 1792. L'imperatore dovette esserne soddisfatto, dal momento che lo nominò, il 19 gennaio 1793, suo inviato speciale presso lo stesso quartier generale. Si disse che l'ordine di ripartenza fosse legato al desiderio del ministro degli esteri, conte Cobenzl di allontanare un potenziale concorrente.

### Ministro degli esteri
Thugut, tuttavia, non partì mai. Dal momento che in quei giorni, profittando dell'impegno dell'Austria sul fronte francese, Russia e Prussia completarono da sole la seconda spartizione della Polonia. Ciò spiacque moltissimo a Francesco II che a marzo fece dimettere il Cobenzl e il 25 marzo 1793 nominò Thugut nuovo ministro degli esteri. Vienna tentò addirittura di approfittare delle difficoltà incontrate dalle due potenze ad ottenere il consenso della dieta polacca alle mutilazioni territoriali subite, sinché Thugut si trovò alle soglie di una nuova guerra contro la Prussia. Essa venne impedita unicamente dall'urgenza della guerra con la Francia. Quando il successivo anno morì il vecchio cancelliere Kaunitz (già superiore del Thugut e cancelliere ininterrottamente dal 1753) Thugut lo sostituì. Si disse che gli avesse molto giovato la protezione della sua antica ospite, Maria Carolina di Napoli.

### La generale ostilità dell'aristocrazia
La sua nomina venne accolta con generale freddezza dall'alta aristocrazia austriaca, che percepiva sé stessa, a ragione, come il miglior sostegno della corona e si aspettava in cambio un'adeguata influenza sulle maggiori decisioni di Stato. Thugut d'altra parte non faceva nulla per compiacerli: di fronte ai suoi altolocati collaboratori, ogni volta che poteva, ricordava di essere ‘figlio del mugnaio’. Gli avversari ricambiavano sostenendo che il patronimico derivasse da Thunichtgut, o Thenitguet ("non molto buona"), e fosse stato trasformato in Thugut ("fa il bene") da Maria Teresa. Un'alterazione alternativa era l'italianizzazione Tunicotta. Celibe, estraneo alla vita di società, Thugut contava esclusivamente sulla fiducia dell'imperatore. Sono probabilmente vere le voci che affermavano come egli non si consigliasse con nessuno, che trattasse personalmente tutte le pratiche confidenziali, riferendone direttamente all'imperatore.

## La fiducia dell'Imperatore
I tempi d'altra parte erano assai agitati: Francesco II, succeduto solo il 1º marzo 1792 al padre Leopoldo II, aveva maturato convinzioni profondamente anti-francesi e reazionarie, ulteriormente inaspritesi, il 16 ottobre 1793, quando venne ghigliottinata a Parigi sua zia Maria Antonietta ed abbandonato ad un impietoso destino il di lei figlio Luigi Carlo. Il monarca dovette fortemente apprezzare il Thugut, che gli storici socialisti austriaci descrivono come un uomo brutale, che conosceva un unico obiettivo: l'estirpazione della ‘ribellione’ all'ordine costituito, in Francia come in Austria.

### Il fronte interno
Sul fronte interno, nel gennaio 1793, venne richiamato un vecchio capo di polizia Pergen con poteri rafforzati. Gli era stato affiancato un alto aristocratico, il conte Saurau, che era disposto a servire da efficiente e fedele esecutore. Essi instaurarono quello che venne poi definito un vero e proprio ‘regime di polizia’: inasprita la censura, istituito un separato ministero di polizia dotato di poteri assai più ampi del recente passato, formata un'organizzazione di agenti segreti e ‘provocatori’. La repressione culminò nella scoperta di una supposta congiura anti-governativa che avrebbe coinvolto non figure di secondo piano, bensì notabili di spicco dell'esercito, della cultura o della nobiltà (ad esempio lo Hebenstreit ed il Riedel), già conosciute per non essere perfettamente allineate alla politica governativa. Nacquero così quelli che vengono ricordati come i ‘Processi Giacobini' (Jakobinerprozess), che servirono allo scopo di intimidire i sudditi austriaci e, soprattutto, ungheresi.

### Le priorità di politica estera
Sul fronte esterno Thugut perseguì con tenacia lo sforzo bellico contro la Francia rivoluzionaria, anche di fronte allo scemare del consenso popolare, quando la guerra cominciò ad andare per le lunghe, né si registravano memorabili successi. In tali circostanze Thugut meritò il soprannome di ‘barone della guerra’ (Kriegsbaron). La seconda priorità del suo cancellierato fu la costante ostilità nei confronti della pur alleata Prussia. Vienna non poteva certo dimenticare le lunghe guerre di Maria Teresa con Federico il Grande, né il più recente sgarbo subito con la seconda spartizione della Polonia. A tali elementi oggettivi si sommava, probabilmente, un radicato sentimento di rivincita, ereditato dal vecchio cancelliere Kaunitz.
La terza priorità era anch'essa ‘tradizionale’ e prevedeva che il primo dovere di un cancelliere fosse accrescere i confini dell'Impero, anche a spese degli alleati, ed anche in assenza di accettabili pretese. In particolare, Thugut immaginava che il premio per la guerra alla Francia fosse il predominio austriaco sulla Germania e sull'Italia. Le circostanze gli permisero di esercitare tali ambizioni unicamente sull'alleata Repubblica di Venezia.

## Le vicende belliche

### La terza spartizione della Polonia
Il sopravvissuto regno di Polonia tentò il riscatto a partire dal marzo 1794, sotto la guida del generale Kosciusko, reduce, fra l'altro, dalla guerra d'indipendenza americana. Egli ricevette qualche appoggio francese e cacciò i russi da Varsavia. La situazione gli fu momentaneamente favorevole, in quanto: (i) Caterina di Russia aveva spostato grandi truppe al confine turco, in vista di una nuova guerra, (ii) Federico Guglielmo di Prussia si era impegnato con il primo ministro britannico Pitt (primo trattato dell'Aia del 19 aprile 1794), in cambio di un forte sussidio, ad inviare oltre 60.000 uomini alla liberazione del Belgio, (iii) Thugut, da parte sua, riconobbe i passati ingrandimenti della Prussia in Polonia, in cambio della promessa di restituzione del Belgio conquistato dai francesi. (iv) tutto sembrava pronto, tanto che Francesco II in persona si era portato sul Reno.
Francesco II era appena giunto, che la notizia della sollevazione polacca scombussolò ogni piano. Non certo per l'entità della minaccia militare, quanto semmai per la debolezza della ribellione: Berlino desiderava non concedere a San Pietroburgo l'occasione di agire sola su un teatro assai più facile del Belgio ove, d'altronde, avrebbe potuto ottenere terre piuttosto che sussidi; mentre Thugut non poteva certo ripetere la politica che era costata il posto al Cobenzl. L'offensiva sul Belgio venne naturalmente rimandata. Al feldmaresciallo Federico di Sassonia-Coburgo venne dato ordine di risparmiare il suo esercito, mentre Thugut comunicava al Pitt che l'onere di difendere la provincia austriaca toccava alle potenze marittime.
Il primo a muovere fu Federico Guglielmo: egli trasferì l'intero esercito dal Reno (ove venne lasciato solo un corpo di osservazione) contro la Polonia. Il 6 giugno i prussiani sconfissero i Polacchi a Rawka, costrinsero Kosciusko a ritirarsi su Varsavia ed occuparono Cracovia. Ciò che costrinse Thugut (Vienna considerava la città parte della sua sfera di influenza) ad intervenire con 20.000 uomini. Kosciusko resistette abbastanza da indurre Federico Guglielmo a rinunciare all'assedio di Varsavia ma, il 10 ottobre 1794, venne sconfitto a Maciejowice e fatto prigioniero dai Russi del Suvorov, che poi presero e saccheggiarono Varsavia il 5 novembre. Berlino dovette ammettere la preponderanza russa e, proprio in quell'ottobre, si vide tagliate le prospettive ad ovest, con la denuncia, da parte del Pitt del primo trattato dell'Aia. Ai ministri di Federico Guglielmo] (l'Haugwitz e il toscano Lucchesini) non restò altra alternativa che concludere con la Francia, il 1º aprile 1795, la Pace di Basilea.
Al termine del conflitto (trattato del 24 ottobre 1795), Thugut, aveva lavato l'onta della seconda spartizione e ottenuto la Polonia meridionale fino quasi a Varsavia, con Cracovia e Lublino. Ma nel frattempo i francesi avevano assoggettato (16 maggio) l'intera riva sinistra del Reno e i Paesi Bassi, trasformati nella Repubblica Batava. Thugut inoltre aveva perso l'alleanza della Prussia, seguita, nel corso del 1795, da Sassonia e Assia, Spagna e Portogallo, Parma e dal Papa. Vienna era ora sola, insieme al Regno di Sardegna e alla lontana Inghilterra a fronteggiare la prossima offensiva francese.

### La fine della guerra della 1ª Coalizione anti-francese
Dopodiché le operazioni belliche subirono un arresto, con i francesi impegnati a riorganizzarsi, e Thugut in attesa di chiarire le intenzioni della Prussia. Ad esempio, nel corso del 1795, il feldmaresciallo austriaco Clerfayt (succeduto, nel 1794 al Coburgo), comandante dell'armata del Reno, aveva sconfitto Jourdan a Höchst e spezzato l'assedio francese (il 29 ottobre) a Magonza. Thugut però, probabilmente preoccupato di chiarire il contesto delle alleanze, non approvò la sua azione offensiva e ne provocò le dimissioni.
Nei primi mesi del 1796 egli ottenne le garanzie sperate, con l'adesione di Berlino agli accordi già sottoscritti con San Pietroburgo, che assentivano allo scambio del Belgio austriaco con l'indipendente Baviera (cui già aveva mirato l'imperatore Giuseppe II). Tutto era condizionato alla felice conclusione della guerra alla Francia e infatti non si realizzò mai. Ma perlomeno si poteva essere certi che Federico Guglielmo non avrebbe pugnalato Francesco II alle spalle.
La successiva condotta della guerra si infranse contro l'apparire in scena del giovane generale Buonaparte: in un batter d'occhio la sua armata d'Italia spazzò la Lombardia, portò e concluse l'assedio di Mantova e sfondò il fronte verso il Veneto. Il 17 ottobre 1797, ai preliminari di pace di Campoformio e al successivo Congresso di Rastatt, Thugut dovette rinunciare alla Lombardia ed al resto d'Italia, ma acquistava Venezia.

### Due anni di pace
Nel quadro del Campoformio, Napoleone I pretese esplicitamente le sue dimissioni da ministro degli Esteri, che ottenne. Sicuramente incise anche la crescente ostilità interna. Thugut tuttavia poteva sempre vantare, in compensazione della perdita del Belgio, di Milano e della supremazia in Italia, l'acquisizione di Cracovia e Venezia. Tant'è vero che, nel breve periodo fra la prima e la seconda coalizione, egli venne "confinato" al posto di commissario con ‘pieni poteri’ nella gestione delle nuove province venete e dalmate. Mentre il Cobenzl riprendeva il controllo dell'amministrazione centrale, con intenzioni decisamente più pacifiche verso il Buonaparte. Poteva tuttavia contare sul sostegno del 'partito della guerra che faceva perno sulla Gran Bretagna, che ne apprezzava la determinazione anti-francese, e godeva di grande influenza, in virtù degli ampi sussidi versati all'Impero.

### La seconda coalizione anti-francese
La seconda chance si manifestò nel 1799, quando Napoleone si assentò, impegnato nella Egitto, con la flotta distrutta ad Abukir. Subito Thugut riebbe il ministero degli esteri, ma non ebbe maggior fortuna. Per il comando degli eserciti imperiali, Thugut aveva pensato a due comandanti che si erano distinti nelle campagne dei Paesi Bassi austriaci del 1793-95: l'Arciduca Carlo per l'armata del Reno, il principe Federico d'Orange-Nassau per l'armata d'Italia. Quest'ultimo giunse in effetti a Padova ma qui improvvisamente morì, il 6 gennaio 1799, a causa di un'infezione. Ciò implicò il passaggio del comando al primo assistente, il meno brillante Michael Melas.
Questi, affiancato dalle truppe del russo Suvorov, dopo una serie iniziale di successi che costrinsero i francesi del Joubert ad abbandonare le repubbliche giacobine italiane, dovette subire, il 14 maggio dell'anno successivo, la clamorosa sconfitta a Marengo, ad opera del redivivo Buonaparte. In seguito al Melas successe Bellegarde, che non seppe ottenere risultati migliori del predecessore. Nel frattempo l'altro grande generale francese, il Moreau, sfondò anche sul fronte tedesco, alla battaglia di Hohenlinden del 3 dicembre 1800.

## Il ritiro a vita privata
L'agonia austriaca si concluse nel febbraio 1801 con la pace di Lunéville. Essa non fu troppo sfavorevole all'Austria, che confermava le condizioni di Campoformio. Ma il fallimento bellico comportò le dimissioni del Thugut, che terminò la propria carriera politica. Il 27 marzo 1801 egli si ritirò a vita privata e lasciò Vienna per Pressburgo. Più tardi, tornò nella capitale austriaca dove visse ritirato, sino alla morte, avvenuta quasi tre anni dopo la caduta definitiva di Napoleone.

## Sintesi del giudizio storico

### La velleitarietà degli obiettivi di politica estera
Gli obiettivi di politica estera del Thugut erano, in parte, confliggenti. Ad esempio:
- nel 1793-94 Thugut distrasse rilevanti forze militari dal fronte del Reno, per portarle verso la Polonia, in modo da trattare, in condizioni più convenienti, la terza spartizione della Polonia, conclusasi nel 1795. Ciò che sicuramente lasciò al Carnot il tempo di organizzare la “leva di massa”, decretata il 23 agosto 1793 su proposta di Danton e di selezionare una nuova classe di ufficiali, scoprendo il Buonaparte ed Hoche, rilanciando Pichegru e Jourdan;
- nel 1799, il suo atteggiamento anti-prussiano determinò l'esclusione di questa potenza dalla Seconda coalizione, che venne limitata ad Austria, Russia e Gran Bretagna;
- nel 1800, dopo le prime vittorie austro-russe, Thugut non fece nulla per dissimulare le proprie intenzioni annessionistiche rispetto al Regno di Sardegna, ciò che provocò il ritiro delle forze russe del Suvorov e, poco dopo, la tragica sconfitta austriaca a Marengo.

In generale, Thugut era convinto di portare avanti la tradizionale politica imperiale, sulla scia del Kaunitz. In realtà stava piuttosto seguendo l'esempio di Federico il Grande, il grande cinico ed amorale sovrano che aveva fatto grande la Prussia. Tale atteggiamento poteva essere fatto proprio da un paese marginale, non dalla potenza centrale dell'alleanza. Esso apparve quindi troppo spregiudicato, tanto da diffondere in Europa il convincimento che l'Austria stesse battendosi esclusivamente per se stessa, piuttosto che per il comune obiettivo della guerra anti-rivoluzionaria. Una lucida testimonianza di tale sentimento traspare dalla corrispondenza del grande diplomatico sardo Joseph de Maistre.
Ma le pecche maggiori furono: (i) l'eccessiva vastità delle ambizioni, che spaziarono dalla Polonia, alla Germania, all'Italia, (ii) la presunzione di sconfiggere un genio quale Napoleone senza il determinato sostegno di Prussia e Russia. Il secondo errore venne ripetuto dallo Stadion nel 1809, ai tempi della Sollevazione Austriaca che portò alla terribile sconfitta di Wagram. Ma non dal Metternich, il quale non entrò in guerra se non dopo Prussia, Russia e Gran Bretagna e, al Congresso di Vienna, seppe limitare le proprie pretese alla supremazia in Italia e ad un condominio austro-prussiano in Germania, mentre cedeva quasi l'intera Polonia alla Russia.

### La memoria
Come detto, in Austria si è conservata soprattutto la memoria di un uomo brutale, legata ai Processi Giacobini e all'enfasi attribuita all'estirpazione della rivoluzione. In effetti, alcuni dei suoi atti si caratterizzarono per la loro grande brutalità, con particolare riferimento all'agguato da lui ordinato ai danni degli inviati francesi al Congresso di Rastatt, nell'aprile 1799.
Thugut non fu particolarmente favorito dall'aspetto esteriore e dall'espressione sempre “derisoria, piena di odio e maligna” (confermati dall'unico ritratto sicuramente attribuibile), che lo fece descrivere, via via, quale una sorta di Mefistofele, un favorito di Luigi XV, un ‘tiranno italiano’ della peggior specie. In Italia lo si dovrebbe ricordare, soprattutto, come il killer della Repubblica di Venezia anche se tale ruolo viene associato, sulla scia delle Ultime lettere di Jacopo Ortis, alla persona del solo Napoleone, mentre le vicende interne dell'Impero austriaco vengono solitamente trascurate, quasi si trattasse di un monolite insondabile. Degli statisti austriaci si ricorda ancora, e malamente, il Metternich.